# Selim Lemström

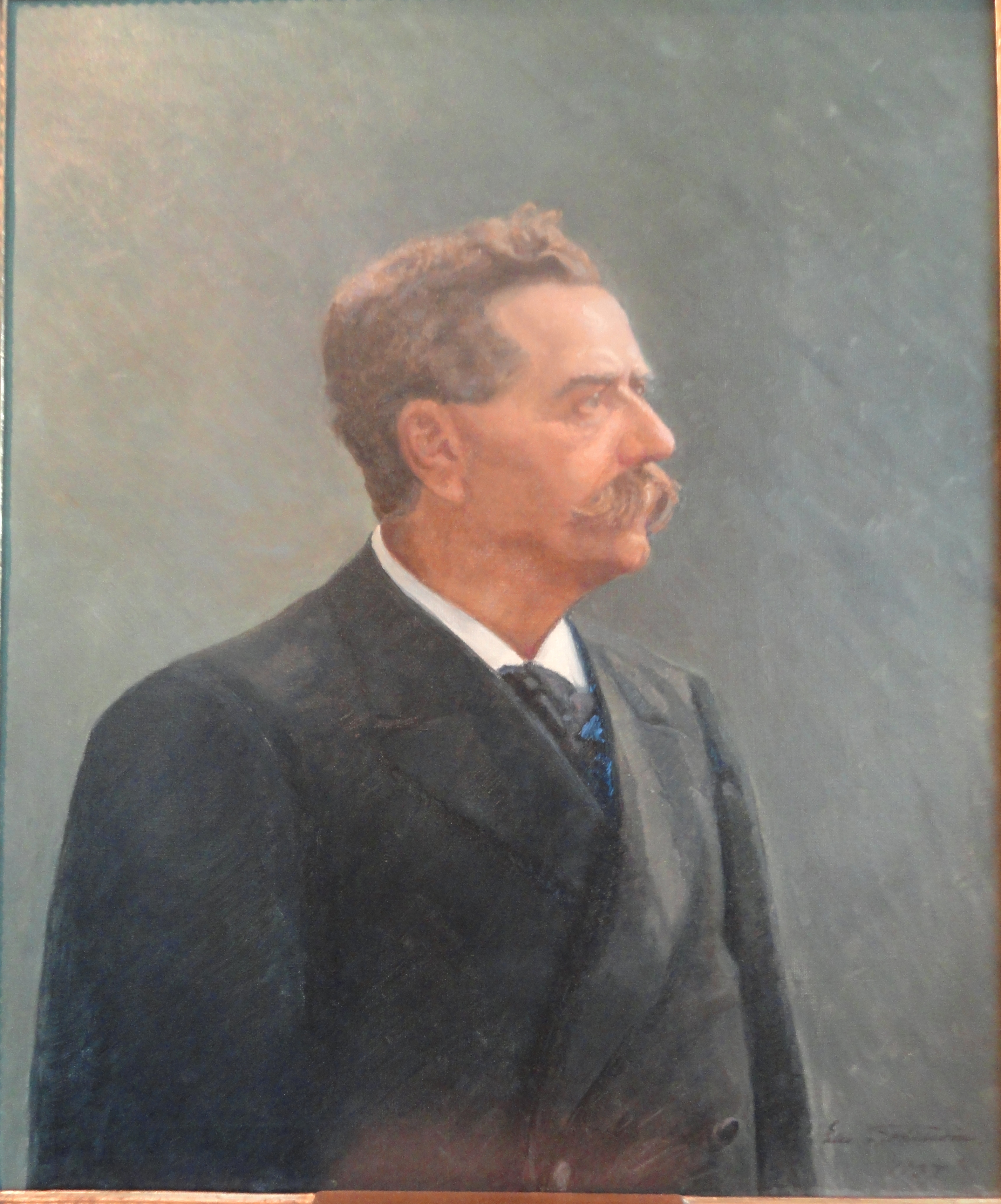
Selim Lemström, Gemälde von Elsa Fohström

Karl Selim Lemström (* 17. November 1838 in Ingå, Großfürstentum Finnland, Russisches Kaiserreich; † 2. Oktober 1904 in Helsinki) gilt als der erste moderne finnische Physiker. Während des Ersten Internationalen Polarjahrs 1882/83 leitete er die finnische Station in Sodankylä.

## Leben
Selim Lemström war der Sohn des Amtmanns (kronolänsman) von Ingå, Carl Gustaf Lemström, und dessen Ehefrau Anna Charlotta, geb. Brodin. Er besuchte ab 1853 das Gymnasium in Borgå und immatrikulierte sich 1857 an der Kaiserlichen Alexander-Universität, der heutigen Universität Helsinki. Er studierte Mathematik und Physik und erhielt 1862 den akademischen Grad eines Candidatus, 1864 den eines Magisters. Lemström lehrte zunächst an einem privaten Lyzeum in Helsinki, wandte sich ab 1867 aber der Wissenschaft zu. Er erhielt ein Stipendium für eine Studienreise nach Stockholm, wo er mit dem Physiker Erik Edlund Forschungsarbeiten zur elektromagnetischen Induktion ausführte. 1868 nahm er an der von Adolf Erik Nordenskiöld geleiteten 4. schwedischen Spitzbergenexpedition teil. Dabei entdeckte er sein wissenschaftliches Interesse am Phänomen des Polarlichts. Am 28. Juni 1869 wurde Lemström Dozent an der Kaiserlichen Alexander-Universität. Es folgte ein zweijähriger Studienaufenthalt in Frankreich bei Henri Victor Regnault in Sèvres und am Conservatoire national des arts et métiers in Paris. Zurück in Finnland wurde Lemström 1872 promoviert. Von 1878 bis 1903 war er in Nachfolge seines Lehrers Adolf Moberg (1813–1895) Professor für Physik an der Alexander-Helsinki.

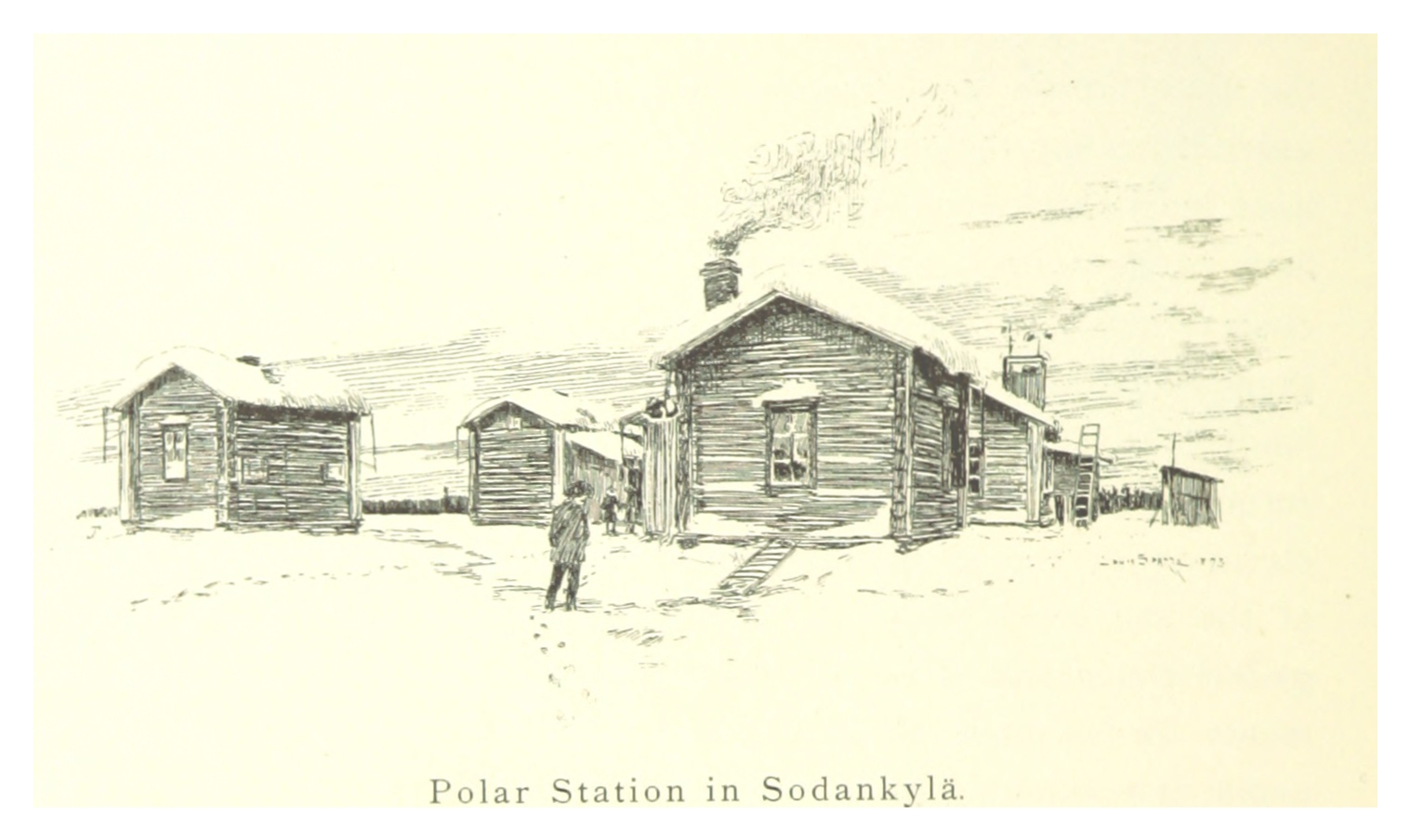
Polarstation in Sodankylä

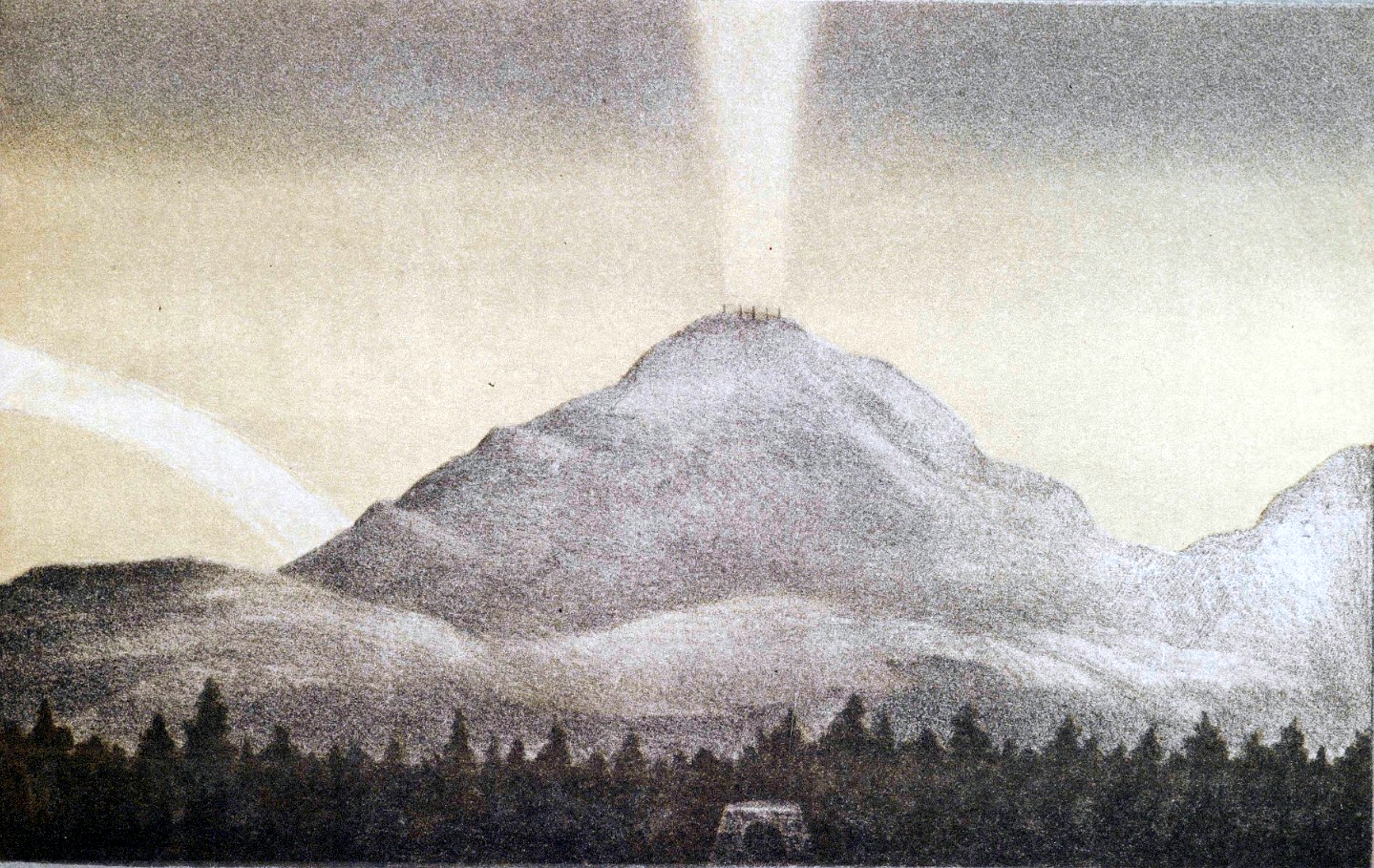
Am 29. Dezember 1882 von Lemström beobachteter Lichtkegel über dem Berg Pietarintunturi

Gemeinsam mit Nordenskiöld setzte Lemström sich für einen eigenständigen finnischen Beitrag zum Ersten Internationalen Polarjahr 1882/83 ein. Beide nahmen im August 1881 an den Sitzungen der Internationalen Polarkommission in St. Petersburg teil und veranlassten den finnischen Senat, beim russischen Zaren Alexander III. Mittel für die Einrichtung einer eigenen Polarstation zu beantragen. Diese wurde Ende August 1882 in Sodankylä im finnischen Lappland in Betrieb genommen, etwa 100 km nördlich des Polarkreises. Eine Nebenstation wurde in Kultala am Fluss Ivalojoki errichtet. Lemström übernahm die Leitung der Station, während der Meteorologe Ernst Biese (1856–1926) die regelmäßigen Wetterbeobachtungen übernahm, vor allem stündliche Messungen der Temperatur, des Luftdrucks, der Luftfeuchte und der Windgeschwindigkeit. Die Arbeiten an der finnischen Station gingen über das international vereinbarte Programm hinaus, indem zusätzlich Messungen der Boden- und Flusswassertemperatur sowie Untersuchungen der Flora und Fauna der Umgebung vorgenommen wurden. Die verabredeten Beobachtungen des Erdmagnetfelds wurden um Messungen der elektrischen Erdströme ergänzt.
Lemström widmete sich vor allem der Erforschung des Polarlichts, war aber erfolglos darin, dieses zu fotografieren oder seine Höhe verlässlich zu bestimmen. Er versuchte, seine Theorie, dass es sich dabei um ein den Blitzen ähnelndes luftelektrisches Phänomen handelte, experimentell zu beweisen. Dazu installierte er zunächst auf dem 548 m hohen Berg Oratunturi und später auf dem Pietarintunturi bei Kultala einen „Polarlichtentladeapparat“ aus einem langen Kupferdraht, der auf einer Fläche von etwa 1000 Quadratmetern auf spiralförmig angeordnete Telegraphenmasten montiert war. Aufwärts gerichtete Eisenspitzen wurden im Abstand von 50 cm zueinander an den Kupferdraht gelötet. Ein isolierter elektrischer Draht wurde an das innere Ende des Kupferdrahtes angeschlossen und am Fuß des Berges mit einer im Boden vergrabenen Metallplatte verbunden. Elektrische Ströme konnten nun mit einem in den Stromkreis eingesetzten Galvanometer erfasst werden. Am 29. Dezember 1882 beobachtete Lemström über dem Apparat einen schwachen gelblich-weißen Lichtkegel, den er für ein künstlich erzeugtes Polarlicht hielt. Andere Wissenschaftler deuteten die Erscheinung als Sankt-Elms-Feuer.
Finnland führte das im Polarjahr absolvierte Beobachtungsprogramm in reduzierter Form auch im Winter 1883/84 fort. Lemström verbrachte diese Zeit mit seiner Frau, die sich an den Arbeiten beteiligte, in Kultala. Zurück in Helsinki verfasste er sein Werk L’Aurores Boréale (1886), in dem er die wichtigsten Theorien zur Natur des Polarlichts darstellte, einschließlich seiner sich später als falsch herausstellenden eigenen. Danach gab er die Polarlichtforschung auf und beschäftigte sich mit der Untersuchung des Einflusses elektrischer Felder auf das Wachstum von Getreide und anderen Kulturpflanzen. In seinem 1902 erschienenen Werk Elektrokultur. Erhöhung der Ernte-Erträge aller Kultur-Pflanzen durch elektrische Behandlung auf Grund mehrjähriger Versuche berichtete er von Labor- und Freilandversuchen, in denen die Ernteerträge von Kulturpflanzen unter dem Einfluss statischer elektrischer Felder deutlich erhöht waren. Gleichzeitig habe sich die Reifezeit verkürzt, z. B. bei Erdbeeren um die Hälfte.

## Ehrungen
Selim Lemström war gewähltes Mitglied der französischen Société de Géographie. Für seine Polarlichtstudien wurde er 1889 auf der Weltausstellung in Paris mit einer Medaille ausgezeichnet. Im norwegischen Archipel Spitzbergen sind die Insel Lemströmøya, der Berg Lemströmfjellet und der Gletscher Lemströmfonna nach ihm benannt.

## Werke (Auswahl)
- Om Volta‐induktionsstrómmarnes intensitets fórlopp, 1869
- L’Aurores Boréale. Imprimerie de Gauthier-Villars, Paris 1886 (Digitalisat).
- Exploration Internationale des Régions Polaires 1882–1883 et 1883–1884. Expédition Polaire Finlandaise. L’Imprimerie des Hértiers de Simelius, Helsingfors (Hrsg. mit Ernst Biese).
  - Band 1: Météorologie, 1886. hdl:10013/epic.31331
  - Band 2: Magnétisme Terrestre, 1887. hdl:10013/epic.31204
  - Band 3: Electricité atmosphérique, Courants telluriques, Courant électrique de l’atmosphère, Phénomènes lumineux de L’aurore boréale, naturels et artificiels, 1898. hdl:10013/epic.30821
- L’Influence de L’Electricité sur les Végétaux. J. C. Frenckell, Helsingfors 1890 (Digitalisat).
- Elektrokultur. Erhöhung der Ernte-Erträge aller Kultur-Pflanzen durch elektrische Behandlung auf Grund mehrjähriger Versuche. W. Junk, Berlin 1902 Digitalisat.